# Adoxomyia heminopla
Adoxomyia heminopla är en tvåvingeart som först beskrevs av Christian Rudolph Wilhelm Wiedemann 1819.  Adoxomyia heminopla ingår i släktet Adoxomyia och familjen vapenflugor. Inga underarter finns listade i Catalogue of Life.